# Hrvatski rukometni kup za muškarce 1992.
Hrvatski rukometni kup je svoje prvo izdanje imao 1992. godine. Zbog ratnih događanja, odigravanje kupa je bilo otežano. Odlukom Hrvatskog rukometnog saveza je odlučeno da sudjeluje 8 klubova - 6 sudionika 1. A lige i prva dva kluba iz 1. B lige. Prvi pobjednik kupa je bila momčad "Zagreb Lota".

## Rezultati

### Četvrtzavršnica
Igrano kroz dva turnira. Prva dva iz svake skupine su se plasirala na završni turnir. 

#### Skupuna I
Igrano u Ivancu. 
| Ljestvica | Ljestvica                      | Ljestvica | Ljestvica | Ljestvica | Ljestvica | Ljestvica | Ljestvica | Ljestvica |
| poz.      | klub                           | ut.       | pob.      | rem.      | por.      | g+        | g-        | bod       |
| --------- | ------------------------------ | --------- | --------- | --------- | --------- | --------- | --------- | --------- |
| 1.        | Coning Medveščak Zagreb        |           |           |           |           |           |           |           |
| 2.        | Karlovačka pivovara (Karlovac) |           |           |           |           |           |           |           |
| 3.        | Istraturist Umag               |           |           |           |           |           |           |           |
| 4.        | Moslavina Kutina               |           |           |           |           |           |           |           |

#### Skupina II
Igrano u Puli.
| Ljestvica | Ljestvica    | Ljestvica                | Ljestvica                | Ljestvica                | Ljestvica                | Ljestvica                | Ljestvica                | Ljestvica                |
| poz.      | klub         | ut.                      | pob.                     | rem.                     | por.                     | g+                       | g-                       | bod                      |
| --------- | ------------ | ------------------------ | ------------------------ | ------------------------ | ------------------------ | ------------------------ | ------------------------ | ------------------------ |
| 1.        | Zagreb Loto  |                          |                          |                          |                          |                          |                          |                          |
| 2.        | Zamet Rijeka |                          |                          |                          |                          |                          |                          |                          |
| 3.        | Bjelovar     |                          |                          |                          |                          |                          |                          |                          |
|           | Sting Split  | odustali od sudjelovanja | odustali od sudjelovanja | odustali od sudjelovanja | odustali od sudjelovanja | odustali od sudjelovanja | odustali od sudjelovanja | odustali od sudjelovanja |

### Završni turnir
Igrano u Zagrebu. 
| klub1         | rez.          | klub2                          |
| poluzavršnica | poluzavršnica | poluzavršnica                  |
| ------------- | ------------- | ------------------------------ |
| Zagreb Loto   | 34:22         | Karlovačka pivovara (Karlovac) |
| Zamet Rijeka  | 18:24         | Coning Medveščak Zagreb        |
|               |               |                                |
| za pobjednika |               |                                |
| Zagreb Loto   | 28:22         | Coning Medveščak Zagreb        |

## Unutrašnje poveznice
- 1.A HRL 1991./92.
- 1.B HRL 1991./92.
- 2. HRL 1991./92.
- 3. HRL 1991./92.